# Araeolaimus boomerangifer
Araeolaimus boomerangifer is een rondwormensoort uit de familie van de Diplopeltidae.